# Albert Dauphin
Albert Dauphin, född 26 augusti 1827, död 14 november 1898, var en fransk jurist och politiker.
Dauphin var advokat, 1879-82 generalprokurator vid appellationsdomstolen i Paris, samt senator från 1876. 1886-87 var han finansminister i René Goblets regering. Regeringen föll på grund av en proposition från Dauphin om rörelse- och inkomstskatt.